# ونرا ۹
وِنِرا ۹ ( روسی: Венера-9 به معنی ونوس ۹)، نام تولیدکننده: 4V-1 No. 660، یک مأموریت فضایی بدون سرنشین شوروی به سیارهٔ زهره (ناهید) بود. ونرا ۹ شامل یک مدارگرد و یک فرودآورنده بود. این مأموریت در ساعت ۰۲:۳۸:۰۰ ساعت هماهنگ جهانی (UTC) روز ۸ ژوئن ۱۹۷۵، آغاز شد، جرم فضاپیما ۴٬۹۳۶ کیلوگرم (۱۰٬۸۸۲ پوند) بود و نخستین سفینهٔ فضایی بود که به دور مدار زهره می‌چرخید و در حالی که نخستین فضاپیمایی بود که تصاویر را از سطح سیارهٔ دیگر بازگرداند.

## مدارپیما
این مدارپیما در ۲۰ اکتبر ۱۹۷۵ وارد مدار سیاره زهره شد. مأموریت آن عمل به عنوان یک رله ارتباطی برای زمین و کشف لایه‌های ابر و پارامترهای جوی با چندین ابزار و آزمایش بود. این مدارپیما ۱۷ مأموریت تحقیقی از ۲۶ اکتبر ۱۹۷۵ تا ۲۵ دسامبر ۱۹۷۵ انجام داده‌است.
مدارپیما شامل یک استوانه با دو بال پنل خورشیدی و یک آنتن متصل به سطح خمیده بود. یک سیستم ناقل نگهدارنده واحد به شکل زنگ به پایین استوانه وصل شده بود، و کره ای که ۲٫۴ متر (۷٫۹ فوت) در بالای آن نصب شده با زمین ارتباط داشت.

### طراحی مدار
ابزارهای شامل مدار شامل:
- طیف‌سنج IR 1.6-2.8 میکرومتر
- ۸–۲۸ میکرومتر رادیومتر IR
- 352 nm UV Photometer
- ۲ عکس- قطبی (۳۳۵–۸۰۰) نانومتر)
- ۳۰۰–۸۰۰ طیف‌سنج nm
- طیف‌سنج H / D لیمان-α (α)
- نقشه‌برداری رادار Bistatic
- CM , DM رادیو تخلفات
- سه محوری مغناطیس
- 345-380 NV دوربین UV
- ۳۵۵–۴۴۵ دوربین nm
- ۶ آنالیز کننده الکترواستاتیک
- ۲ تله یون مدولاسیون
- آشکارساز پروتون / آلفا کم مصرف است
- ردیاب الکترونی کم انرژی
- ۳ شمارنده نیمه هادی
- ۲ شمارنده تخلیه گاز
- آشکارساز چرنکوف[۴]

## لندر

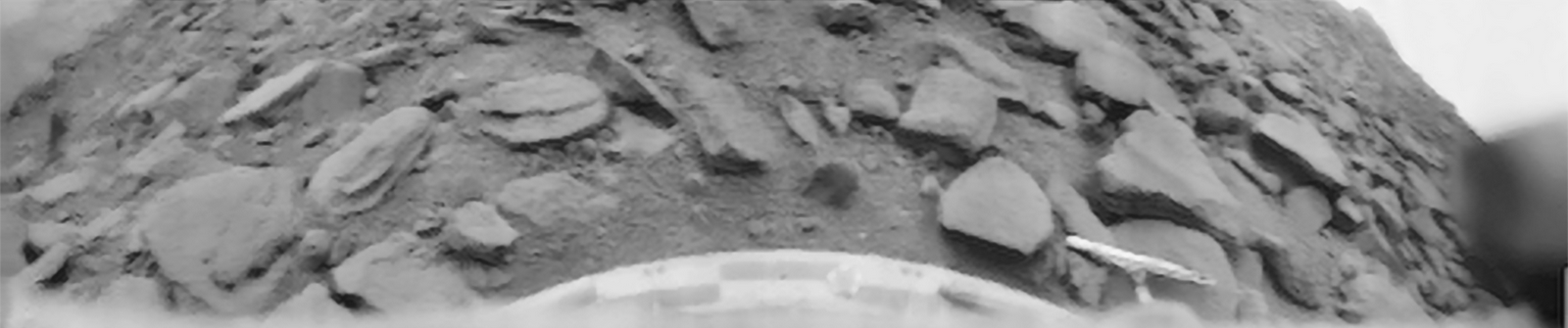
عکس از سطح زهره که توسط لندر Venera 9 در ۲۲ اکتبر ۱۹۷۵ گرفته شده‌است

### بار لندر
میزان بارگیری زمین به شرح زیر بود:
- سنسور دما و فشار
- شتاب سنج
- فوتومتر قابل مشاهده / IR - IOV-75
- برگشته و چند زاویه nephelometers - MNV-75
- طیف‌سنج جرمی P-11 - MAV-75
- تلفن‌های پانوراما (۲، با لامپ)
- آنمومتر - ISV-75
- طیف‌سنج اشعه گاما - GS-12V
- تراکم سنج اشعه گاما - RP-75